# 下座音楽
下座音楽（げざおんがく）とは、歌舞伎の演出において、基本的に舞台下手の黒御簾の中で演奏される効果音楽である。「陰囃子」「黒御簾音楽」（略して「陰」「黒御簾」）とも呼ばれるが、陰囃子は狭義には出囃子・出語りについて黒御簾の中で演奏される鳴り物を意味することが多い。幕開き、幕切れ、人物の出入り、対話中または仕種の伴奏をつとめる。

## 誕生の経緯
歌舞伎の発達に伴って舞踊劇と科白劇が区別されたためにその音楽も舞踊音楽と伴奏音楽とに分れ、舞踊音楽は出語り、出囃子と称して舞台に出て客前に演奏されたのに対し、伴奏音楽は歌舞伎の内容が舞踊から科白劇に移行するのに従って、舞台に現れては目障りとなるので陰に隠れて演奏する様になった。これを演奏する場所が黒御簾という、舞台下手の黒屏板囲いに黒い簾をかけた所である。
舞台下手で演奏するので下座と称するという説もあるが、化政度以前は舞台上手奥で演奏していた事が錦絵に明らかであり、四国九州には実際に上手にある劇場が残る。元々「下座」とは、「外座」とも書き、舞台上手側の臆病口の前の一角を指し、上方でも江戸でも享保末期にそこが囃子の演奏場所となった。上手の下座が演奏場所となる以前は舞台正面奥に囃子方が居並んで演奏するのが通例だった。演奏場所が下手奥に移されたのは江戸では文政から天保の間で、下手奥に移された後もその場所を「下座」と呼んでいたという。さらに黒御簾が現行の位置と形式になったのは安政頃からである。一方上方では明治末期まで上手側舞台ばな寄りの結界と称した場所で演奏されていた。したがって創始期以来の歌舞伎の囃子全般を指して「下座音楽」と呼ぶのは適切ではなく、この語自体も昭和初期頃に言われ始めたものである。下手に黒御簾が移動された理由は色々あるが、要するに花道の発達につれて花道での演技が多くなり、下手でなくては俳優の所作が困難である事に起因するという。
明治以前の文献では「外座」という文字が多く使われており、「下座」よりも古くから伝えられている呼称である。「座」とは座る場所で常に定まって演奏する居所という意味で、能舞台の正面囃子方の座る場所を囃子座というが、初期歌舞伎でも同じく一定の常座で演奏された。番附、給金附などの面には唄・三味線・笛・小鼓・太鼓・太鼓と役附が頭に書かれていたのだが、これらの演奏者は常座以外の場所で演奏するので外座と称すという説もある。また、江戸時代には劇場附すなわち座附の専属演奏家の中に旗本の次男など冷飯喰いという有産階級の遊蕩児が楽屋へ入って助演したため座附の者と区別するため外座と称したともいわれる。

## 用いる楽器・曲目
大まかに唄・合方（上方では「相方」）鳴物の3つの曲種に大別され、歌は囃子方の長唄連中の唄方、相方は同じく三味線方、鳴物は同じく鳴物の社中（狭義の囃子方）の職分である。下座音楽は唄・三味線・囃子を主体としてこれらを混交して用いる。
唄・合方・鳴物を合わせると優に800曲を越える現行曲目がある。うち東京（江戸）の曲が約6割、上方の曲が約4割で、それぞれに特色が認められる。
唄は馬子唄のような素歌（すうた）の他は三味線の伴奏を伴う。また、特殊な演出効果を狙う独吟または両吟での「めりやす」と、数人で歌われる「雑用唄（ぞうようた）」に分けられる。
合方は唄のない三味線曲で、唄が入るとこれを「唄入り」という。合方には地歌・長唄・端唄・義太夫など一部の三味線の手をとったものと独自に作曲されたものがある。
囃子は笛・大鼓・小鼓・太鼓の四拍子、大太鼓、竹笛（篠笛）を主奏楽器とし、この他胡弓、箏、尺八が用いられることもある。特に大太鼓は囃子の首座を占めて歌舞伎に不可欠な楽器となっている。また、鳴物と総称される寺社の宗教楽器あるいは祭礼囃子や民俗芸能の楽器を採り入れた各種の打楽器や管楽器が広く用いられ、本約鐘・銅鑼・当たり（摺り）鉦・チャッパ・マツムシ・鈴（れい）等の金属製楽器から樽・みくじ箱・ビービー笛の様な雑楽器まで数十種類が助奏に使われる。鳴物は楽器を単独または複数組み合わせて用い、一定のリズムで構成された曲目と効果・描写音楽として見計らいで演奏される曲（例えば大太鼓による風雨の表現）とに分けられ、前者は更に四拍子による能囃子を模したもの、祭礼囃子を模したもの、芝居独自に作調されたもの、演出に関係のない劇場習俗としての囃子（儀礼囃子、儀式音楽）などに分けられる。

## 用法・機能
幕明、人物の出入り・居直り、人物の科白・立ち廻り、髪梳き・物着・濡れ場・殺し・縁切・セリ上げ・だんまりなどの特殊な演出、場面転換、幕切などに演奏される。幕明、場面転換、幕切れでは場面の情景・雰囲気を表し、人物の出入りや科白では役柄・俳優の各・個々の演技といった人物本位につけられ、立ち廻りその他の演出ではその演出全体に対する舞踊の地の音楽に類した性格で関わる。
全般的に修飾音楽・効果音楽としての効用が中心であるが、伴奏音楽として技術的に関わる面もあり、動作につく囃子は動き方・テンポに対して技術的に関わり、科白につく合方は科白の内容に適合した旋律・音色・強弱・リズムが要求され声の調子やテンポに対して技術的に関連する。

## 一覧
- 奏楽 - 雅楽を模して王朝時代の雰囲気を出す。宮殿・御殿・寺院。
- 管弦 - 雅楽の管弦を模す。御殿での幕明、人物の出入り。
- 楽の合方 - 雅楽の演奏を模す。公卿・貴人の出入り。
- 乱れ（乱れ合方） - 主役の局・姫などの出入り。
- 序の舞（序の舞合方） - 能の序の舞を模す。高貴な武家の御殿での人物の出入り。テンポは静か。
- 中の舞（中の舞合方） - 序の舞より速い。上使などの登場。
- 早舞 - 高貴な武家の御殿での急激な動作や仕草。
- 調べ - 能の調べを模す。武家屋敷の大広間での幕明や人物の出入り。
- 琴歌 - 武家屋敷の広間での幕明・場面の転換。
- 只歌 - 武家屋敷の広間で主役人物の引込み。
- 本調子の合方 - 侍の台詞の間。
- 五色の糸 - 武家屋敷の広間でしんみりとした会話の間。
- 忘れ貝の合方 - 腰元などの居並び。
- 八千代獅子の合方 - 箏曲を模す。女方の立ち廻り。
- 六段の合方 - 箏曲の六段を模す。武家屋敷での台詞の間。
- 三曲の合方 - 武家屋敷での台詞の間。
- 遠寄せ - 法螺貝・陣太鼓・陣鉦を模す。合戦。
- 修羅囃子（修羅囃子の合方） - 武芸の試合、道場の幕明。
- 陣立て - 鎧武者の勢揃い。
- 石段の合方 - 戦い・争い。
- 忠弥 - 戦い・争いでの立ち廻り。
- 一調入り合方 - 武将・大名などの出入り。
- どんたっぽ - 大まかな立ち廻り、多くは捕物。
- 早めの合方 - 追いかけ・速い動作。切迫感の表現。
- 赤羽の合方 - 殺し・追いかけ。切迫感の表現し凄みを加える。
- 追い回しの合方 - 祭り・祭礼などで大時代な立ち廻り。追いかけ。
- 早渡り - 急激な動作。長歌の渡り拍子を早間に打つ。
- 早双盤（早双盤の合方） - 奴・相撲など男同士の立ち廻り。
- おろし - 駆け出し。
- 早木魚合方 - 寺・墓場などでの立ち廻り。
- てんつつ - 人物の忙しい出入り。
- 韋駄天 - 街道などでの飛脚・奴の行き交い。
- 在郷歌 - 農家での幕明。
- 稽古歌 - 店先・町屋・屋敷町で長歌の稽古が聞こえてくる情景。
- 四つ竹節 - 暗い裏長屋。
- 宮神楽 - 神社の境内。
- 社殿合方 - 社殿、鳥居前、花見の群集の出入り。
- 大拍子 - 社頭。
- 禅の勤め - 田舎の寺、寂しい土手。
- 木魚入り合方 - 寺や土手・墓地での寂しい情景。
- 地蔵経 - 寺・墓地での悲しく寂しい情景。
- 葛西合方 - 土手・藪畳などでの立ち廻り、殺し。
- 踊り地 - 京坂での廓。
- 騒ぎ - 江戸の廓。
- 通り神楽 - 街道芸人の音色を模す。初春の廓。
- 清掻き - 吉原で遊女が張見世する様。
- 宿場騒ぎ - 田舎の廓や宿場茶屋。
- 巽合方 - 深川の花町。
- 竹巣の合方 - 浅草の奥山・両国・神明などの見世物小屋。
- 八人芸（八人芸の合方） - 盛り場で、滑稽な身振りにあわせる。
- 辻打ち（辻打ちの合方） - 上方を中心とした見世物小屋・神社の境内・広小路。
- 家体囃子（家体囃子の合方） - 祭礼にて、幕明・幕切・人物の立ち廻り。
- 聖天 - 同上。
- 鎌倉 - 同上。
- 四丁目 - 祭礼での喧嘩。
- 波の音 - 海の表現。海岸での幕明・幕切・人物の出入り。
- 浜辺歌 - 同上。
- 水の音 - 川岸・土手など。
- 佃合方 - 大川（隅田川）を中心とした情景。
- 山おろし - 深山幽谷。
- 雨音
- 雪音
- 風音
- 馬子歌 - 旅人の道中。峠道、山路。
- どろどろ - 幽霊の出現。
- 寝鳥 - 妖怪変化。
- 篠入り合方 - 手負における述懐。
- 只の合方 - しんみりとした情景。台詞・仕種・人物の出入り。
- 変わった合方 - 述懐・意見。
- なまめきの合方 - 男女の色模様。

## 用語
- 附け - 下座音楽の演出を計画すること。
- 附師 - 「附け」を担当するベテランの囃子方。
- 附帳 - 演出計画を記した帳面。
- 舞台師 - 黒御簾で演奏する際の指揮者に相当する立三味線。